# Østtimor ved sommer-OL 2024
Østtimor deltog i sommer-OL 2024 i Paris, Frankrig i perioden 26. juli til 11. august 2024.
Landet vandt ingen medaljer.

## Medaljer
| 2024 Paris | Guld | Sølv | Bronze | Total |
| Østtimor   | 0    | 0    | 0      | 0     |

### Medaljevinderne
| Østtimor under sommer-OL 2024 i Paris | Østtimor under sommer-OL 2024 i Paris | Østtimor under sommer-OL 2024 i Paris | Østtimor under sommer-OL 2024 i Paris | Østtimor under sommer-OL 2024 i Paris |
| Medalje                               | Navn                                  | Sport                                 | Event                                 | Dato                                  |
| ------------------------------------- | ------------------------------------- | ------------------------------------- | ------------------------------------- | ------------------------------------- |
| -                                     | -                                     | -                                     | -                                     | -                                     |